# 布魯諾 (坑)
布魯諾陨石坑（Giordano Bruno）是月球背面一座直徑22公里的隕石坑，形成于哥白尼纪时期，以意大利多米尼克修士、思想家及诗人焦尔达诺·布鲁诺之名命名，1961年被国际天文学联合会正式批准采纳。

## 描述

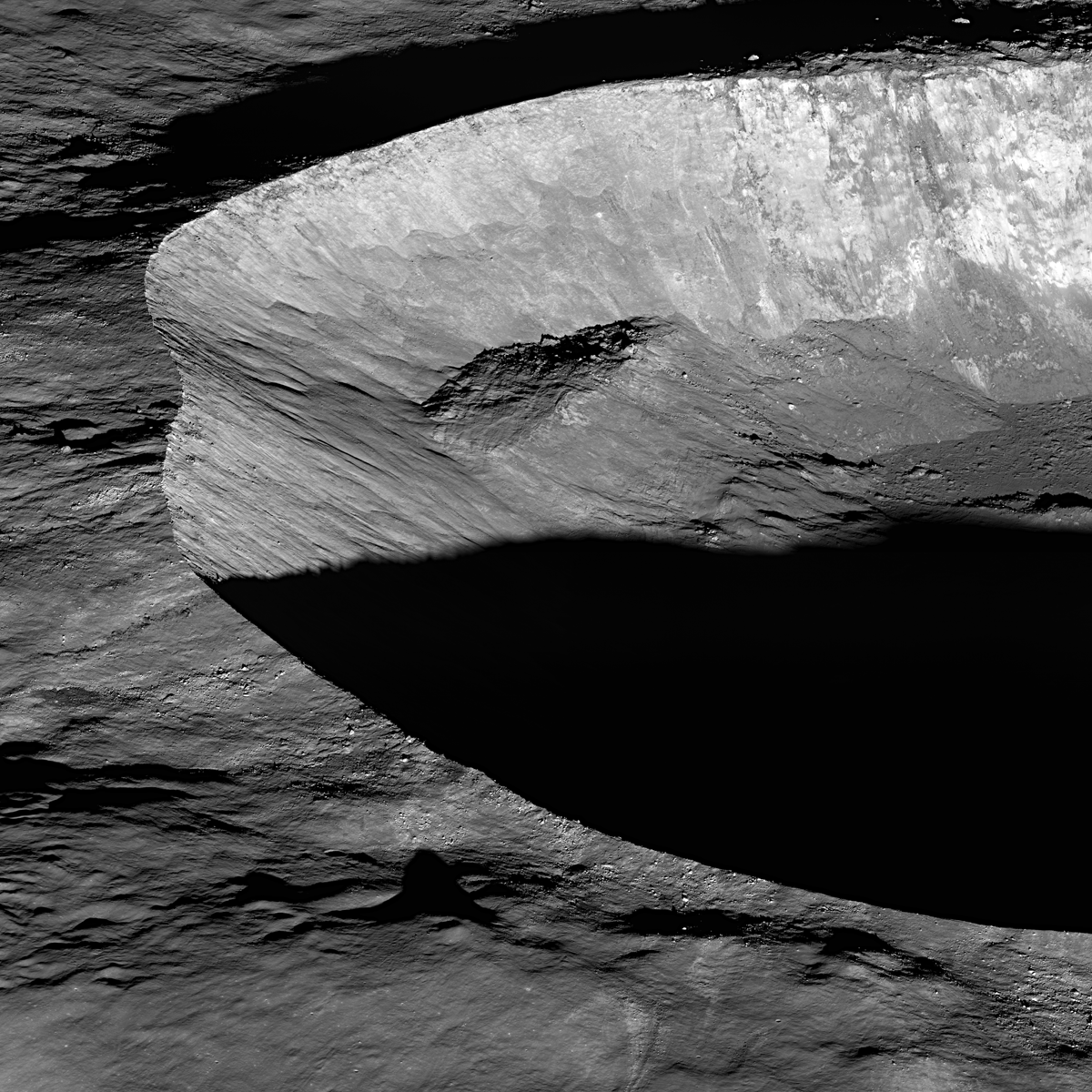
夕阳下的布魯諾陨石坑，月球勘测轨道飞行器拍摄。

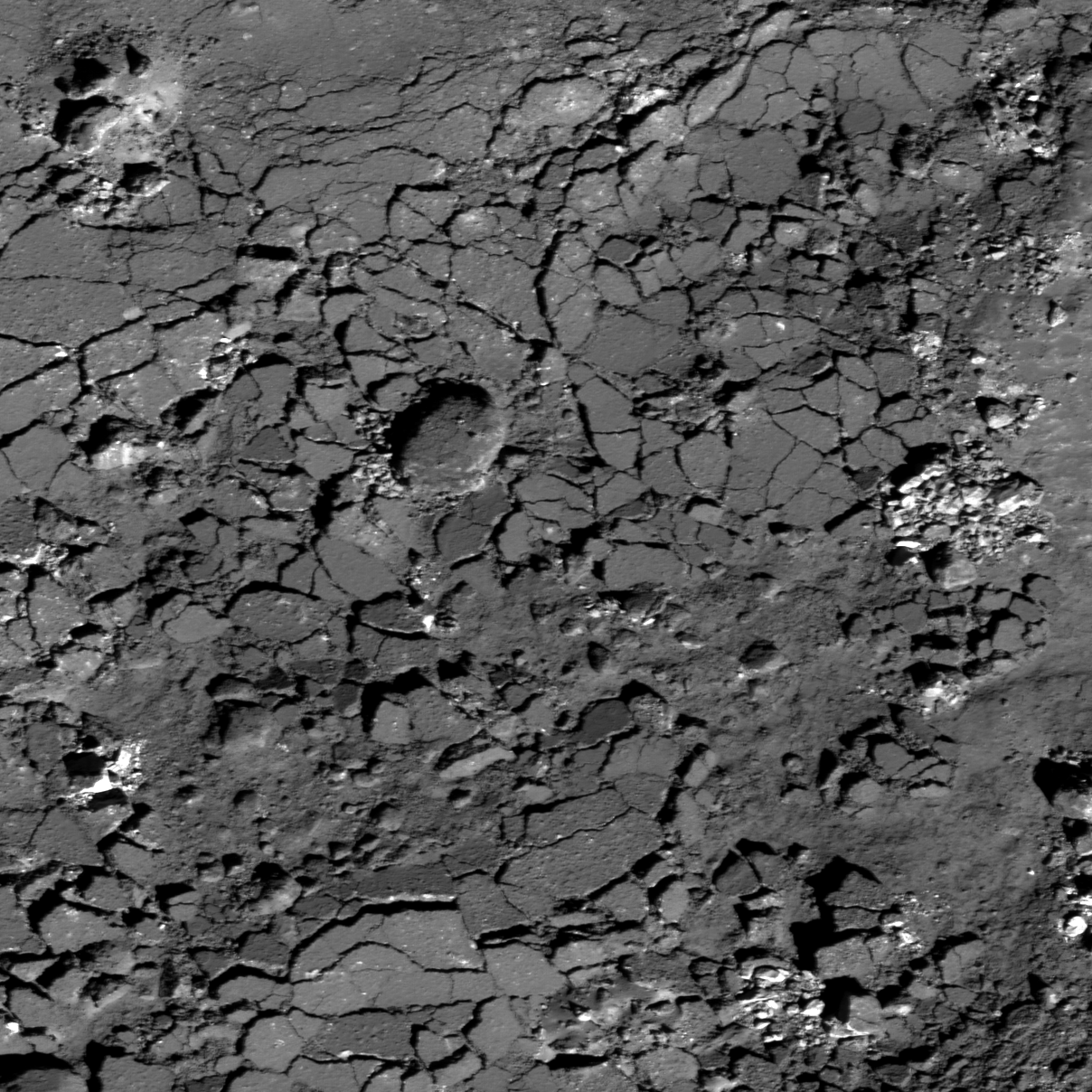
陨石坑西侧底部细节，月球勘测轨道飞行器拍摄。

该陨坑靠近月球东北边缘，在它的西北坐落着巨大的哈尔赫比环形山、东北毗邻西萨基扬陨石坑、东北偏北是萨姆纳环形山、東南和西南方分别是西拉德环形山和里查孙环形山。该陨坑中心月面坐标为35°58′N 102°53′E / 35.97°N 102.89°E，直径22.1公里，深度约1.8公里。
该陨石坑位于月球背面，但在某些有利的天秤動期间，仍可从地球上看到它。尽管陨坑尺寸较小，但由于处于射紋系統中心，覆盖着反照率较周圍地形更高的噴发物，因此，其形状仍清晰可见，并被月球和行星观察协会列入《带有明亮射纹的陨石坑列表》(ALPO)。
布魯諾陨石坑的射紋系统延伸超过150公里，有些抵达西北300公里以外的刘易斯·博斯环形山，且沒有受太空風化的影響而變暗。与周圍比較，陨坑外緣特別明亮。从地质角度看，所有的外观都显示这是一座相对年轻的陨石坑。雖然不知道確實的年齡，但估計不会超过3亿5千万年。
该陨坑外形呈多边形状，几乎已被损毁，其内侧坡壁宽阔而平整，坑壁较周边地形高出810米，内部容积约300公里³。陨坑碗状的坑底相对平坦，无较为特别的结构。

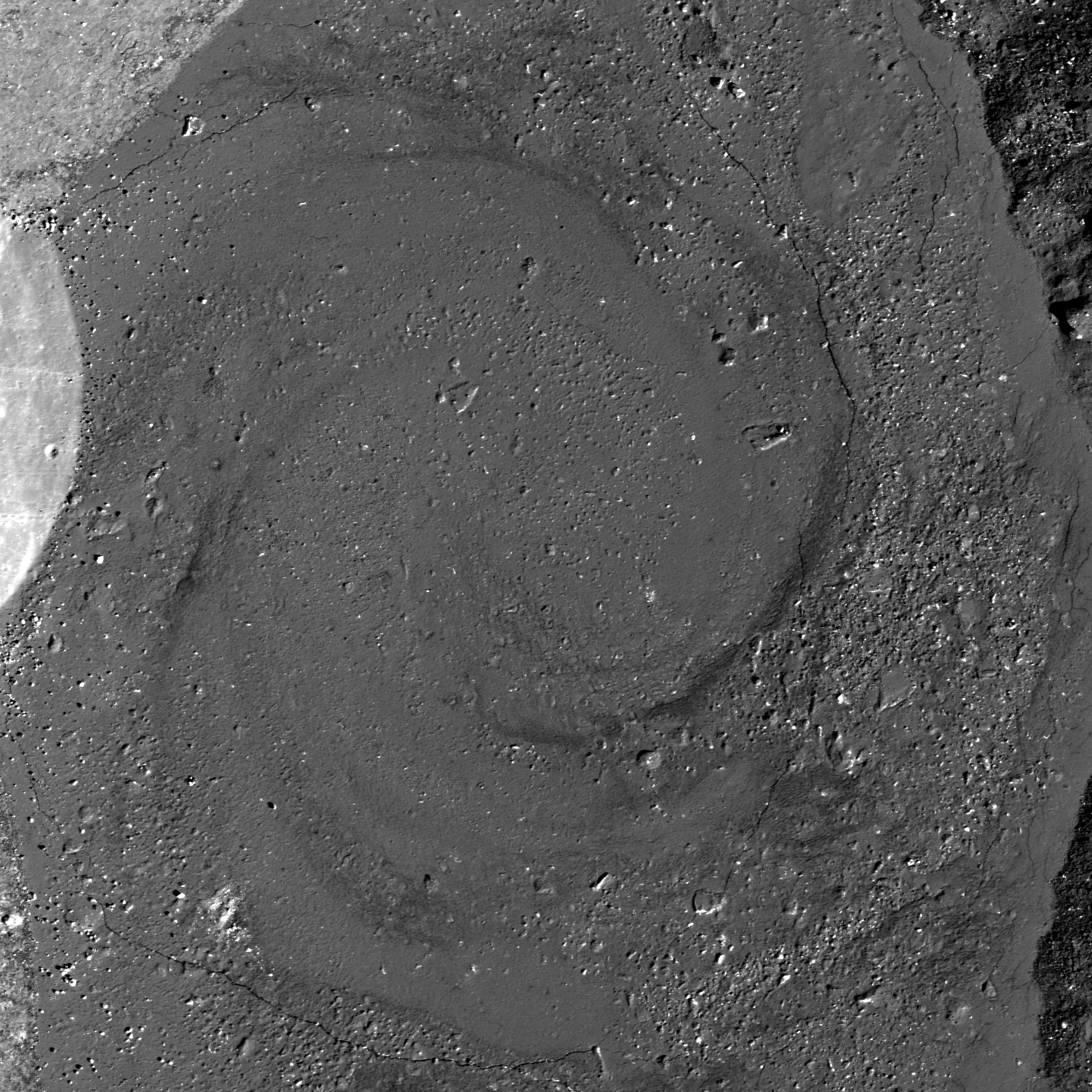
坑底西侧的涡状构造，月球勘测轨道飞行器拍摄，图片分辨率每像素57厘米。

在照片中可清楚地看到陨坑形成过程中熔融岩石构成的破裂地表。这些破碎地块的平均尺寸为40米，小而明亮的碎岩可能是从陡峭内坡滚落的巨石。
在布鲁诺陨坑西侧内壁坡下，有一处有趣的由凝固的幽暗岩石和巨砾堆组成的涡状构造，该结构的直径约有1000米。据信这是由于熔融的岩石流体受底表凹凸或绕过障碍导致熔融岩石流体产生不同流速而形成的。

## 形成
坎特伯雷的杰維斯在修道院編年史中记录了5位坎特伯雷修士的报告：1178年6月18日（回溯历6月25日）日落後不久，他們親眼看見：“一轮明亮的新月像往常一样，月牙朝东，突然它的上角一分为二，从中间逬出一团火焰，然后火光、热灰烬和火花喷溢而出，距离相当长，与此同时，月亮下半侧身体在不停地扭动，当时这一切令人十分惊恐，用他们报告的话讲，望眼看去，月亮像一条受伤的蛇般抽搐着，然后又恢复常态。这种现象重复了十几次或更多，跳跃的火焰不停变幻着各种形状，然后又恢复正常，接下来，在这些变化之后，沿着整个月牙，从一端到另一端被蒙上一层黑影”。在1976年，地質學家杰克 B.哈同提出这些是描述了布鲁诺陨石坑的形成(请参阅月球瞬变现象)。
現代的理論預測月球表面融化的物質上升形成的羽冠，符合僧侶們的描述。另一方面，他們記錄的位置也與隕坑的位置完全吻合。布魯諾坑有著年輕且壯觀的射紋系統是進一步的證據：因為流星尘持續不斷的從天而降，它們揚起的灰塵會迅速的（以地質學來說）侵蝕射紋系統。因此有足夠多的間接證據足夠支持布魯諾坑是在人類的歷史過程中形成的。
有更多的間接證據支持布魯諾坑是在撞擊下形成的，事實上僧侶們觀測的時間正是金牛座β流星群出現的時間。
但是，問題是隕石坑的年齡不是那麼簡單的。能形成直徑22公里隕石坑的撞击，将会激起和溅发出数千万吨的陨石，在地球上空足夠引发一场持续一周之久的暴风雪般的流星暴，但在已知的歷史紀錄中，包括中國、歐洲、阿拉伯、日本和韓國的天文檔案，都尚未發現值得注意，類似强度的流星暴。這種矛盾是反對布魯諾坑是在此時產生的主要論据。
所有這一切都引發僧侶們看到的是甚麼的問題。另一種理論認為，僧侶們只是碰巧在適當的地點與適當的時間，看到與月亮對齊的流星爆炸。因為流星在大氣層中出現的高度大約在45至75英里，幾何學上的透視原理指出，在英國只有极少地區能有这样的机会，使它看起來是在月球上。

## 外部連結
- NASA: The Mysterious Case of Crater Giordano Bruno